# Jarrod Skalde
Jarrod Janis Skalde (* 26. Februar 1971 in Niagara Falls, Ontario) ist ein ehemaliger kanadischer Eishockeyspieler und derzeitiger -trainer, der im Verlauf seiner aktiven Karriere unter anderem 115 Spiele für die New Jersey Devils, Mighty Ducks of Anaheim, Calgary Flames, San Jose Sharks, Dallas Stars, Chicago Blackhawks, Atlanta Thrashers und Philadelphia Flyers in der National Hockey League (NHL) auf der Position des Centers bestritten hat. Zudem absolvierte Skalde über 930 Partien in der American Hockey League (AHL) und International Hockey League (IHL), wo er sowohl den Calder Cup der AHL als auch den Turner Cup der IHL gewann. Seit Sommer 2023 ist er Cheftrainer des HC Meran aus der Alps Hockey League.

## Karriere
Nach einer erfolgreichen vierjährigen Jugendkarriere bei den Oshawa Generals und Belleville Bulls in der Ontario Hockey League zwischen 1987 und 1991, die mit dem Gewinn des Memorial Cups, der Meisterschaft der Canadian Hockey League, gekrönt wurde, wechselte Skalde nach Abschluss der OHL-Saison 1990/91 ins Profilager zu den New Jersey Devils in die National Hockey League, die ihn im NHL Entry Draft 1989 in der zweiten Runde an 26. Stelle ausgewählt hatten.
Der Stürmer konnte sich bei den Devils aber ebenso wenig im NHL-Stammkader durchsetzen wie bei seinen späteren Stationen bei den Mighty Ducks of Anaheim, Calgary Flames, San Jose Sharks, Dallas Stars, Chicago Blackhawks, Atlanta Thrashers und Philadelphia Flyers, sondern musste sich zumeist mit Einsätzen in den Farmteams, die den hochklassigen Minor Leagues, der American Hockey League und International Hockey League, angehörten, begnügen. Zu den meisten seiner 115 NHL-Einsätze kam er während der Saison 1997/98, als er für die San Jose Sharks, Dallas Stars und Chicago Blackhawks zu insgesamt 30 Einsätzen, davon 22 für San Jose, kam und dabei elf Punkte sammelte, davon zehn bei San Jose.
Zur Saison 2002/03 orientierte sich Skalde erstmals nach Europa und spielte für den Lausanne HC in der Schweizer Nationalliga A. Er kehrte aber nach nur 23 Spielen nach Nordamerika zurück. Sein zweites Engagement in Europa hatte er in der Saison 2005/06, als er in Schweden bei Leksands IF spielte.
Nachdem er seine aktive Laufbahn zum Saisonende 2007/08 bei den Bloomington PrairieThunder in der International Hockey League und dem slowenischen Klub HK Jesenice beendet hatte, übernahm er zur folgenden Saison die Leitung der Mannschaft in Bloomington. In den Spielzeiten 2008/09 und 2009/10 verfehlte Bloomington Prairie Thunder den Einzug in die Play-offs. Im August 2010 wurde er als Cheftrainer der Cincinnati Cyclones vorgestellt. Zur Saison 2013/14 nahm Skalde ein Angebot der Norfolk Admirals aus der American Hockey League an, um dort als Assistenztrainer zu fungieren. Nachdem Cheftrainer Trent Yawney als Assistenztrainer zu den Anaheim Ducks geholt wurde, übernahm Skalde seine Position im Juni 2014 interimsweise. Später wurde er fest Cheftrainer unter Vertrag genommen, blieb in dieser Position jedoch nur bis zum Saisonende, da die Mannschaft danach nach San Diego verlegt und Dallas Eakins als neuer Trainer vorgestellt wurde. In der Folge wurde er im Dezember 2015 als Cheftrainer der Guelph Storm aus der OHL vorgestellt. Dieses Amt bekleidete er bis zum Ende der Spielzeit 2016/17. Anschließend verbrachte Skalde drei Spieljahre in der Organisation der Pittsburgh Penguins, wo er vornehmlich als Assistenztrainer bei den Wilkes-Barre/Scranton Penguins in der AHL beschäftigt war.
Zwischen 2020 und 2022 fungierte der Kanadier als Cheftrainer und Director of Hockey Operations bei den Cardiff Devils aus der britischen Elite Ice Hockey League. Danach war er ein Jahr bei Vlci Žilina in der zweitklassigen 1. Liga der Slowakei angestellt. Seit Sommer 2023 betreut Skalde den HC Meran aus der Alps Hockey League.

## Erfolge und Auszeichnungen
| - 1990 J.-Ross-Robertson-Cup-Gewinn mit den Oshawa Generals - 1990 Memorial-Cup-Gewinn mit den Oshawa Generals - 1991 OHL Second All-Star Team - 2000 IHL First All-Star Team | - 2001 Turner-Cup-Gewinn mit den Orlando Solar Bears - 2002 Calder-Cup-Gewinn mit den Chicago Wolves - 2008 Slowenischer Meister mit dem HK Jesenice - 2013 John Brophy Award |

## Karrierestatistik
(Legende zur Spielerstatistik: Sp oder GP = absolvierte Spiele; T oder G = erzielte Tore; V oder A = erzielte Assists; Pkt oder Pts = erzielte Scorerpunkte; SM oder PIM = erhaltene Strafminuten; +/− = Plus/Minus-Bilanz; PP = erzielte Überzahltore; SH = erzielte Unterzahltore; GW = erzielte Siegtore; 1 Play-downs/Relegation; Kursiv: Statistik nicht vollständig)